# Kisun
55°54′50″N 155°39′01″Ø / 55.91389°N 155.65028°Ø
Kisun (russisk: Кисун, tr. Kisun) er en flod på halvøen Kamtjatka i det russiske fjernøsten. Floden er et ynglested for laks.